# Pederastia cretese
Con la definizione di pederastia cretese si suole indicare quella forma arcaica di pederastia consistente, all'epoca della civiltà minoica, nel "rituale del rapimento" o harpagmos-ratto di un ragazzo di nobili origini da parte di un maschio adulto appartenente alla classe dell'aristocrazia guerriera, con il consenso del padre del ragazzo. Il tutto viene descritto da Eforo di Cuma e riportato dallo storico antico Strabone.
L'uomo più grande, qui chiamato "philetor", conduceva l'adolescente, definito a sua volta "kleinos"-glorioso - ovvero colui ch'è stato capace di distinguersi e farsi riconoscere dall'amante - in luoghi desertici o montuosi fuori dai centri abitati, dove trascorrevano insieme diversi mesi andando a caccia e dormendo assieme. Se il giovinetto, al termine del periodo di convivenza, si dimostrava soddisfatto di come l'adulto lo aveva trattato, cambiava il suo titolo dal precedente "kleinos" in quello di "parastates". In seguito, ottenuta la qualifica ufficiale di "colui che combatte in battaglia accanto al proprio amante" poteva ancora continuare a vivere in stretto legame d'intimità pubblica col suo philetor.
La funzione sociale eminente d'una tal tradizione così ben istituzionalizzata, oltre all'insegnamento delle competenze necessarie ad un giovane che s'appresta ad entrare nell'età adulta, era quella di riconoscere gli uomini migliori per il buon funzionamento della società e di offrire sia all'amante sia all'amato la possibilità di dar prova di valore e carattere nobile meritevole di rispetto, ammirazione ed emulazione.

## Storia
Gli studi archeologici indicano che la tradizione pederastica riguardante l'antica isola di Creta era già ben consolidata e strutturata nel primo periodo minoico, dunque all'incirca intorno al 1650-1500 a.C..
Aristotele e il già menzionato Strabone fanno risalire le origini di questa consuetudine istituzionalizzata ai tempi mitologici: il primo afferma che fu il re Minosse a stabilire che la pederastia venisse utilizzata come mezzo di controllo comunitario della popolazione dell'isola, ritardando così l'età media del matrimonio per gli uomini fino ai trent'anni. Il filosofo afferma, nel II° libro della sua Politica che gli uomini "hanno segregato le donne ed istituito rapporti sessuali tra maschi di modo che non vi fosse mai il pericolo d'una eccessiva sovrappopolazione" la quale sarebbe stata rischiosa per l'intera società minoica costretta in una così limitata porzione di territorio.

La pratica sembra però essere stata riservata all'Élite e alle classi sociali più elevate e rappresentava un riconoscimento reciproco di valore e coltivazione dell'onore: l'uomo è stato onorato dal fatto di essere autorizzato a prendere con sé il ragazzo, mentre l'onore del ragazzo risultava accresciuto dal fatto di essere stato scelto (tra molti) per stare proprio al fianco dell'uomo adulto. Strabone ci dice che:
Secondo alcuni studi recenti di William Percy vi è la probabilità che l'usanza possa essere stata adottata molto tempo dopo (all'incirca verso il 630 a.C.) anche dai Dori, diffondendosi così da Creta verso la polis dorica Sparta ed in seguito nell'intera Grecia antica.

## Struttura
Questa istituzione è stata molto apprezzata nel corso dei secoli, ed era considerato vergognoso per un uomo dei ceti medio-alti il non esser mai riuscito ad avere durante la propria giovinezza un amante maschio. Anche in questo caso ce ne parla Strabone:

Non a caso è agli stessi cretesi che viene accreditata l'introduzione del mito riguardante Ganimede, un bellissimo giovinetto che pascolava le greggi alle pendici del Monte Ida, rapito in cielo dal signore degli Dèi Zeus e fatto diventare il suo personale coppiere immortale. Codesta storia viene però denunciata da Platone nelle sue Leggi (636b-D) come opera di fantasia creata espressamente per giustificare pratiche puramente sensuali:

Strabone indica poi anche che è propriamente la decisa mascolinità espressa dal ragazzo a consegnarlo nelle mani dell'amante:
Insieme, come detto, il ragazzo e l'uomo vanno a vivere per un certo tempo lontano dalla comunità urbana, in luoghi appartati fino ai limiti del deserto e ad un certo punto, durante il periodo iniziale del corteggiamento, facevano offerta d'una tavoletta votiva e di un sacrificio animale al santuario congiuntamente in onore di Hermes ed Afrodite che sorgeva sul Monte Ditte, nelle immediate vicinanze della grotta ove si narrava che il padre degli dèi fosse stato partorito dalla Dea Madre Rea.

Al loro ritorno l'amante cominciava a fare al ragazzo dei costosi regali, tra cui un abito militare, un bue da sacrificare a Zeus ed una coppa, simbolo di realizzazione spirituale. A questo punto, sempre secondo quanto narra Strabone, il giovane ha acquisito la libertà e l'autorità di scegliere se continuare o mettere fine alla relazione nata col suo rapitore, ed eventualmente denunciare l'uomo se questi in una qualche maniera si fosse comportato male con lui. Ed è in questa maniera che allora il rituale circolare dell'onore dato e ricevuto si completa:
Un commento tardo proveniente dallo storico romano Cornelio Nepote sostiene che i giovani cretesi potessero benissimo avere anche più di un amante: "i giovani a Creta venivano lodati per l'aver ottenuto più amanti che potevano".

## Reperti archeologici
Un certo numero di manufatti trovati a Creta durante progressive campagne di scavi archeologici sono stati variamente interpretati come manifestazioni degli arcaici rituali pederastici minoici. In un santuario dedicato ad "Hermes pastore" e alla Dea Afrodite, situato ad est di Agía Triáda a 1200 metri sul livello del mare, sono stati riportati alla luce numerosi oggetti in bronzo dedicati alle divinità assieme a resti di sacrifici animali.

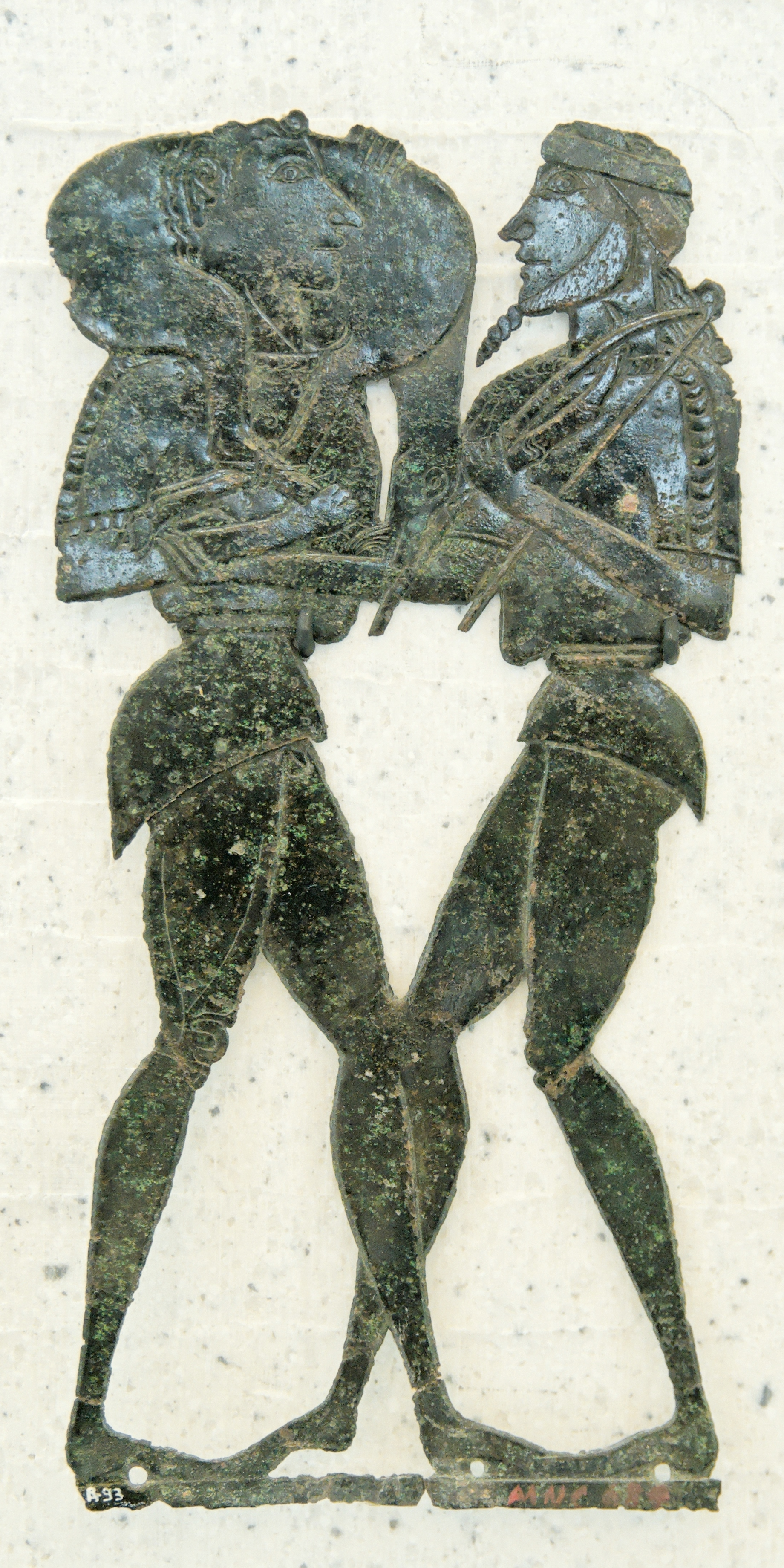
Arciere barbuto saluta un giovane cacciatore che porta un camoscio, un'offerta per Hermes Kedritēs. Bronzo sbalzato e cesellato, opere d'arte cretese, ca. 670-650 a.C. Dal Tempio di Hermes a Syme Viannou, Creta

Tra questi sono state rinvenute varie figurine bronzee di giovani del periodo minoico (precedenti al 1100 a.C.). Una di esse, attualmente esposta al Museo del Louvre e datata tra l'VIII-VII secolo a.C., raffigura una coppia maschile composta da un uomo con la barba accanto ad un giovane con lunghi e fluenti capelli ricci che gli coprono la fronte. Il partner più anziano, che ha in mano un arco di corno, afferra il ragazzo per un braccio attirandolo vicino a sé; il giovane trasporta invece un capretto o camoscio, presumibilmente un animale sacrificale, ed ha i genitali esposti.
Un altro pezzo bronzeo, datato al 750 a.C. e attualmente conservato al museo di Heraklion mostra due uomini seminudi, uno più giovane dell'altro, con le mani strettamente intrecciate, ed in entrambi si può notare un'evidente erezione. Un altro ancora datato al VII sec. a.C. ci presenta un ragazzo nudo tranne che per un lungo mantello decorativo ed un paio di sandali, in possesso di arco e faretra. Tali ritrovamenti documentano che la tradizione iniziatica pederastica cretese ha continuato nel corso dei secoli, assumendo col tempo tratti sempre più esplicitamente intrisi di erotismo.

## Miti e racconti popolari
Oltre ai miti, anche un paio di racconti popolari pederastici sono giunti fino a noi, seppur in una forma frammentaria. In entrambe le storie il ragazzo si chiama Leucocoma (leukos-luminoso, kóme-capelli); egli mette alla prova l'amante sfidandolo ad eseguire tutta una serie di compiti e prove sempre più difficoltose.
Nel racconto che ne fa Strabone, l'amante deve ricondurre a casa il cane del ragazzo lungo un percorso di 28 km (distanza che c'è tra il villaggio di Prasus e Gortyna).
Nel secondo racconto, il ragazzo mette l'amante, chiamato Promaco, di fronte ad una serie di fatiche che si concludono col recupero d'un prezioso elmo. L'uomo però, infuriato per l'irragionevolezza dimostrata dal giovane, mette l'elmo sul capo d'un altro ragazzo, il che induce Leucocoma a suicidarsi in preda ad una folle gelosia.